# Al otro lado de la barrera del sueño
Al otro lado de la barrera del sueño o Más allá del muro del sueño (en inglés Beyond the Wall of Sleep) es un cuento de ciencia ficción del escritor estadounidense H. P. Lovecraft.

## Elaboración y publicación
Perteneciente a su ciclo onírico, fue escrito en 1919 y publicado por primera vez en la publicación amateur Pine Cones en octubre de 1919. Fue posteriormente reeditado en la edición de marzo de 1938 de Weird Tales y en la antología de 1943 Beyond the Wall of Sleep de Arkham House.

## Argumento
Para el narrador, trabajador de un instituto psiquiátrico, los sueños no son un aspecto secundario de la vida, sino que les asigna un valor y una intensidad superior a las experiencias de la vigilia.
Cierto día, un hombre llamado Joe Slater ingresa en el instituto. Es profundamente temido por la gente circundante, no tanto por su aspecto, sino por las extrañas frases que suele pronunciar en voz alta cuando está soñando. El nuevo paciente es capaz de observar en sueños ciudades hechas de luz, océanos y montañas inconcebibles, y una extraña música que parece resonar desde Algol, la estrella de los vampiros y los demonios.
El narrador diseña un dispositivo que le permite acceder a los sueños de Slater durante su reclusión en la institución, y observar y sentir él mismo aquellas sobrecogedoras visiones. El resultado del experimento convence al narrador de que el cosmos está habitado por criaturas mucho más antiguas y poderosas que el hombre.